# Tablas (Philippines)
Tablas est la plus grande île de la province de Romblon, dans le centre des Philippines. Elle compte 144 000 habitants. L'île porte le nom d'Odiongan avant la colonisation espagnole.

## Liste des municipalités

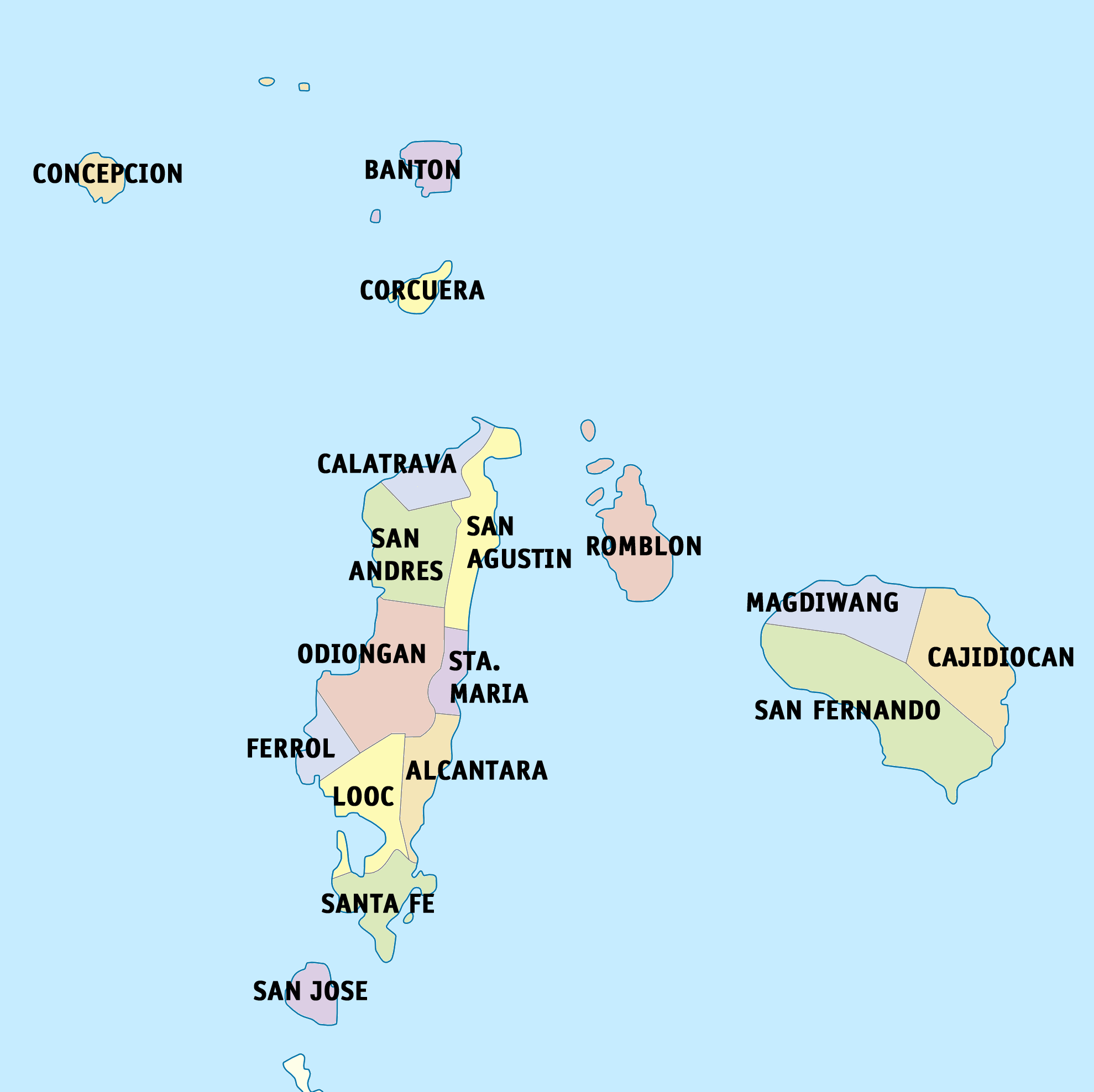
Carte des municipalités de la province de Romblon.

- Alcantara
- Calatrava
- Ferrol
- Looc
- Odiongan
- San Agustin
- San Andres
- Santa Fe
- Santa Maria

## Phare
Le phare de Tablas est érigé en 1930 dans le nord-est de l'île. Il est encore en activité aujourd'hui.

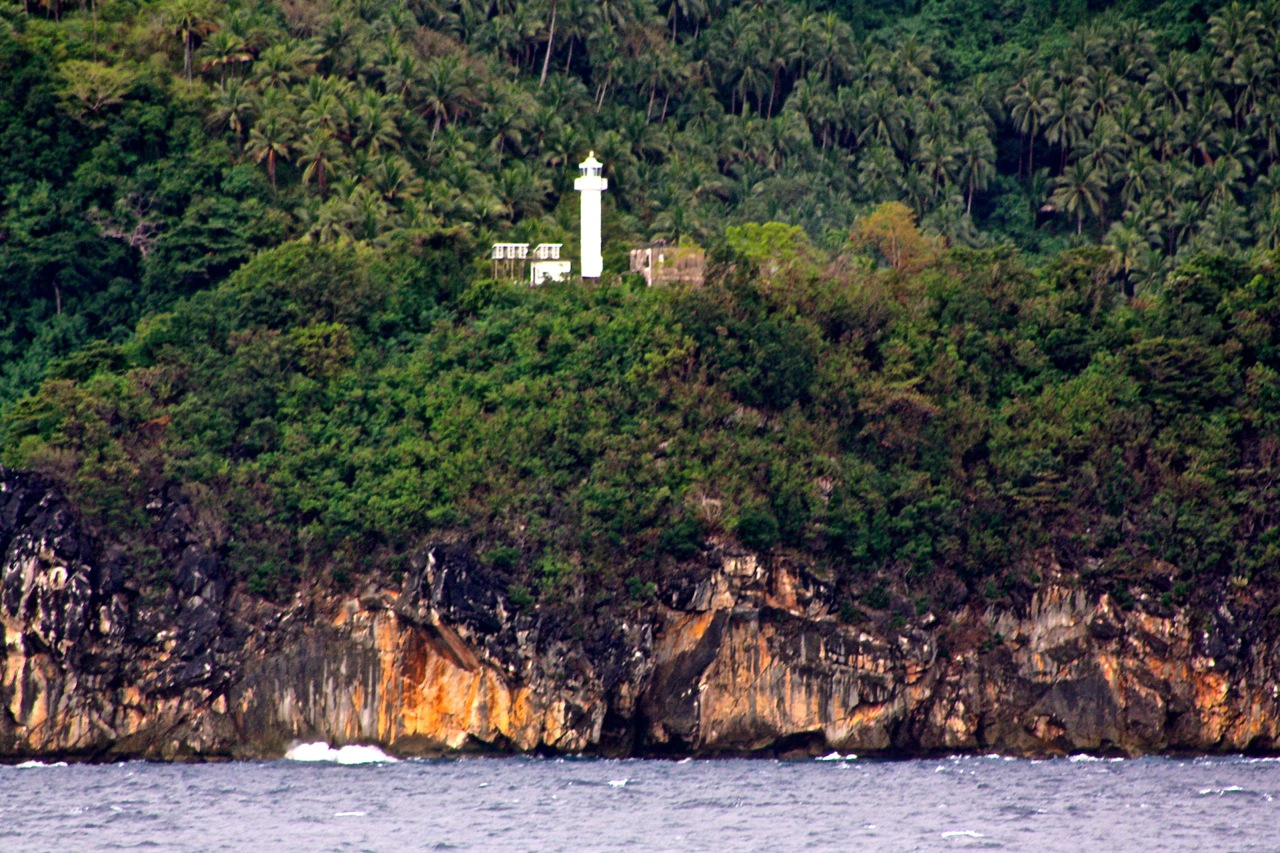
Le phare vu de la mer.